# Simogirang
Simogirang is een bestuurslaag in het regentschap Sidoarjo van de provincie Oost-Java, Indonesië. Simogirang telt 4455 inwoners (volkstelling 2010).